# Martinskapelle (Giernhof)

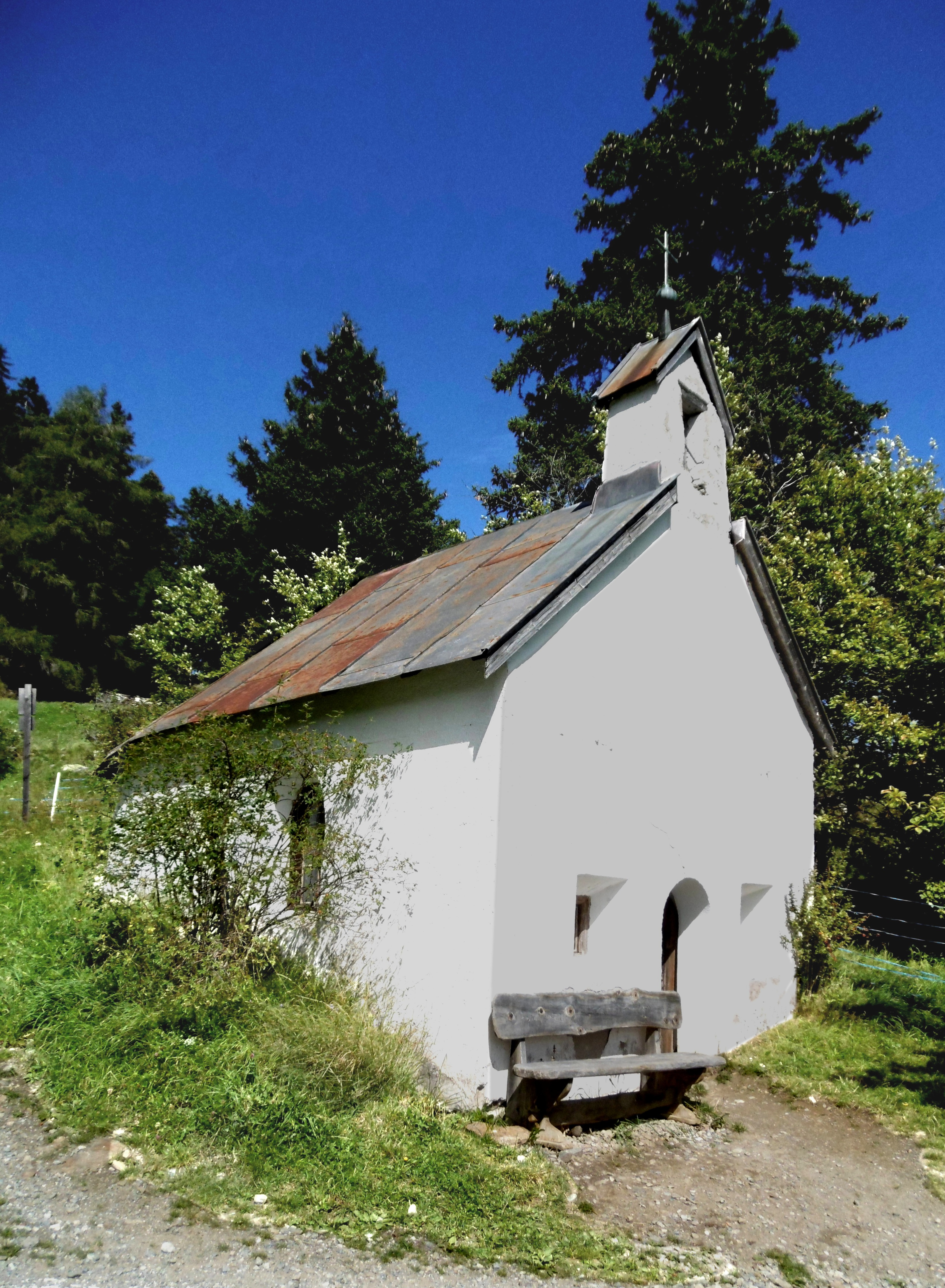
Martinskapelle am Giernhof

Die Martinskapelle beim Giernhof in der Gemeinde Graun im Vinschgau in Südtirol ist ein römisch-katholisches Kirchengebäude, das der Pfarrei St. Katharina in Graun angeschlossen ist. Sie ist damit seit 1816 der Diözese Brixen angegliedert, bis dahin gehörte sie zum Bistum Chur.
Die Kapelle wurde als reine Wegekapelle entworfen und verfügt über keine Messlizenz. Am 3. Juni 2014 wurde sie unter Denkmalschutz gestellt.

## Geschichte
Zur Baugeschichte der Martinskapelle gibt es keine schriftlichen Aufzeichnungen, lediglich durch mündliche Überlieferungen wird ihre Bauzeit im Verlauf des Wechsels vom 18. zum 19. Jahrhundert angenommen.
Die Kapelle wurde auf einer kleinen Anhöhe in unmittelbarer Nähe zum Giernhof errichtet und blieb dadurch von der Zerstörung durch die Flutung der Stauanlage Reschensee Ende der 1940er-Jahre ebenso wie der Gutshof verschont, der nunmehr am westlichen Seeufer liegt. Am Kapellengebäude entlang verläuft der heutige Etsch-Radweg, eine Rad-Fernverbindung von Landeck nach Verona.
In späteren Jahren wurde direkt neben der Kapelle ein hölzernes Wegekreuz aufgestellt, auf dessen Plakette in deutscher und italienischer Sprache zu lesen ist: „Mein Freund, wo gehst du hin, vergess nicht, dass ich dein Erlöser bin. Dass ich so viel gelitten hab für dich, daher bleib stehn und grüße mich. Mein Jesus Barmherzigkeit.“

## Baucharakteristik

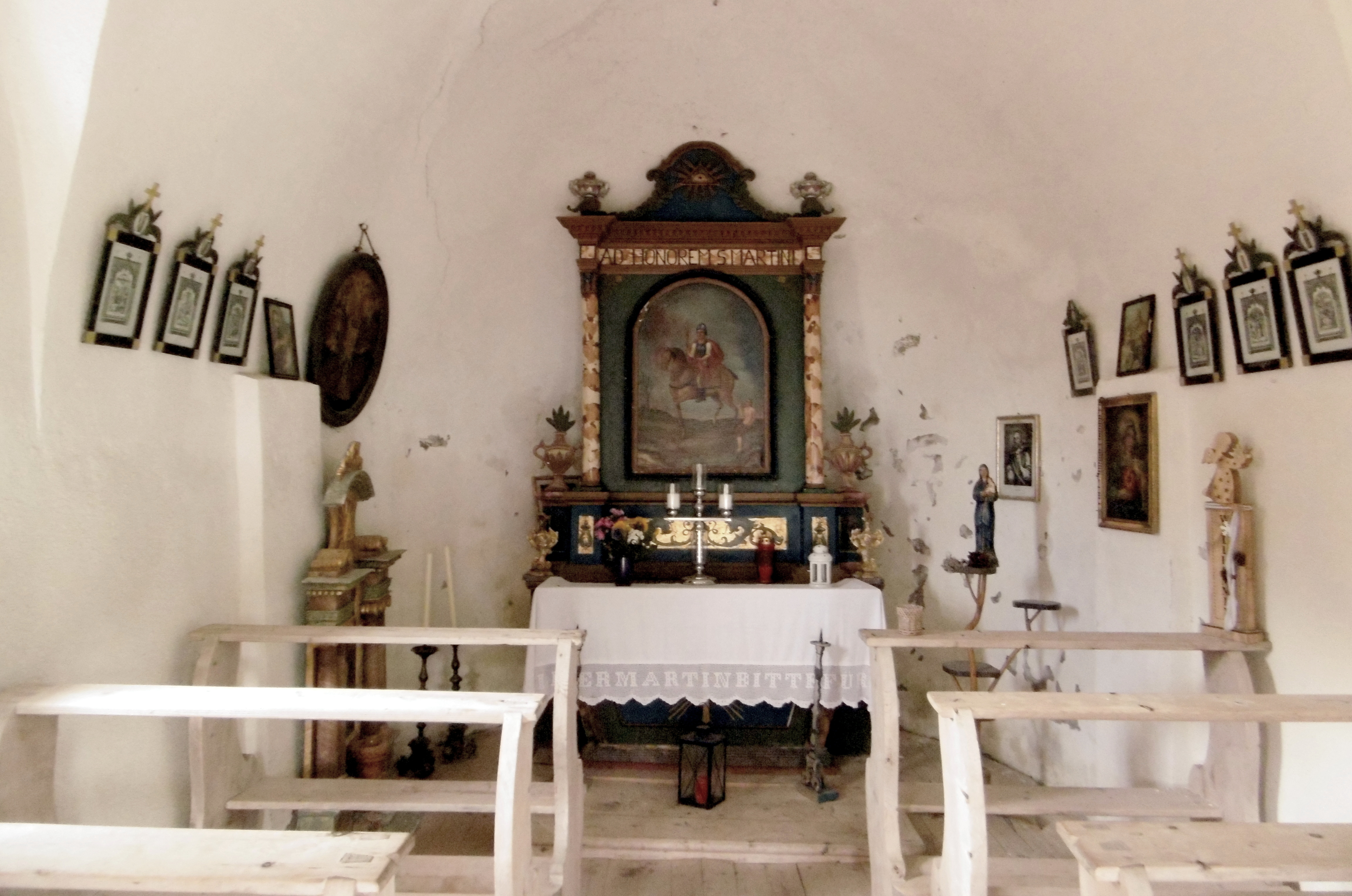
Kapelleninnenraum

Die Kapelle ist ein im barocken Stil errichteter rechteckiger, weiß geschlämmter Backsteinbau mit abgerundeter Apsis. Sie hat ein Satteldach, auf das in der Verlängerung der Eingangsfassade ein schlanker rechteckiger, nach vorn und hinten offener Dachreiter aufgesetzt ist, der ebenfalls mit einem kleinen Satteldach abgedeckt wurde. In dem Dachreiter hängt eine kleine Glocke, die mit einem Seil vom Eingang aus geläutet werden kann.
Zwei kleine quadratische Fenster neben dem Eingangsbereich und je ein größeres Rundbogenfenster in den beiden Seitenwänden geben dem Innern der Kapelle ein mildes Licht. Die schwere hölzerne, mit Latten aus Zirbelkiefern verstärkte Eingangstür ist ebenfalls in einem rundbogigen Durchlass angebracht.
Im Inneren weist die Kapelle ein Stichkappengewölbe auf sowie einen mit Holzdielen ausgelegten Fußboden und weiß getünchte Wände. Im Zentrum der Apsis steht der reich verzierte und farbig gefasste und gestufte klassizistische Hauptaltar aus dem 18./19. Jahrhundert mit einem großen Altarbild, das den hl. Martin zu Pferd mit einem Bettler zeigt.
Links vom Hauptaltar an die Wand gelehnt ist ein zweiter, kleinerer barocker Altar aus der gleichen Entstehungszeit aufgestellt, der möglicherweise von der bei der Flutung des Reschenstausees zerstörten alten Pfarrkirche St. Katharina in Alt-Graun stammt. Darüber hängt ein ovales Gemälde in einem hölzernen dunkelbraunen Rahmen, das das Jesuskind mit Malteserkreuz als König unter Königen zeigt. Weitere Kunstgegenstände wie beispielsweise kleinere Gemälde, eine Madonnenfigur mit Jesuskind auf einem hölzernen verzweigten Aufsatz, antike Kerzenleuchter sowie Kreuzwegstationen in Form von Stahlstichen füllen den Raum zusätzlich aus.
Durch die tägliche Öffnung der Wegekapelle und der nicht gesicherten Einrichtung kam es bisher immer wieder zu gelegentlichen Einbrüchen, bei der Kunstgegenstände gestohlen wurden.

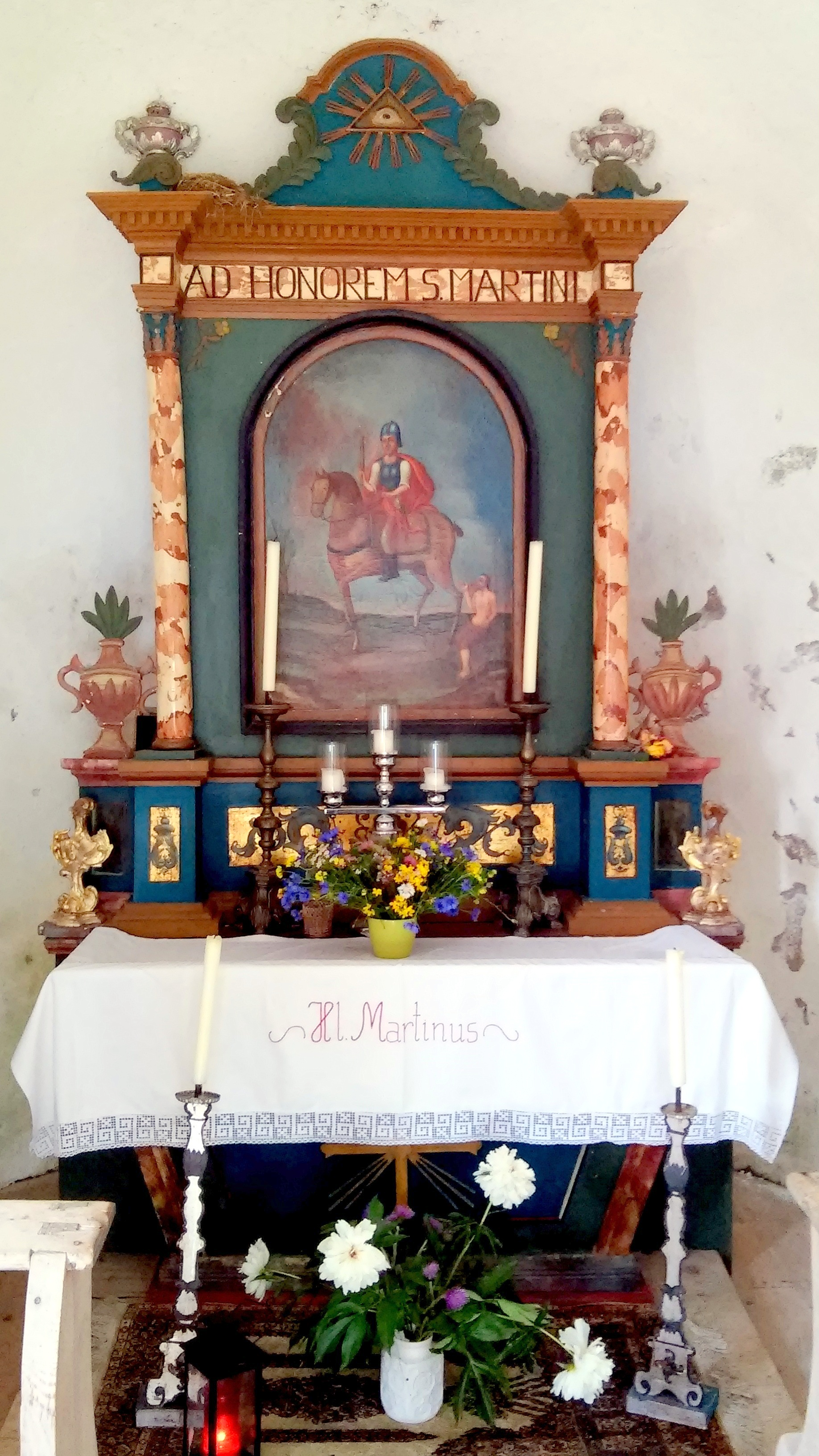
Martinusaltar
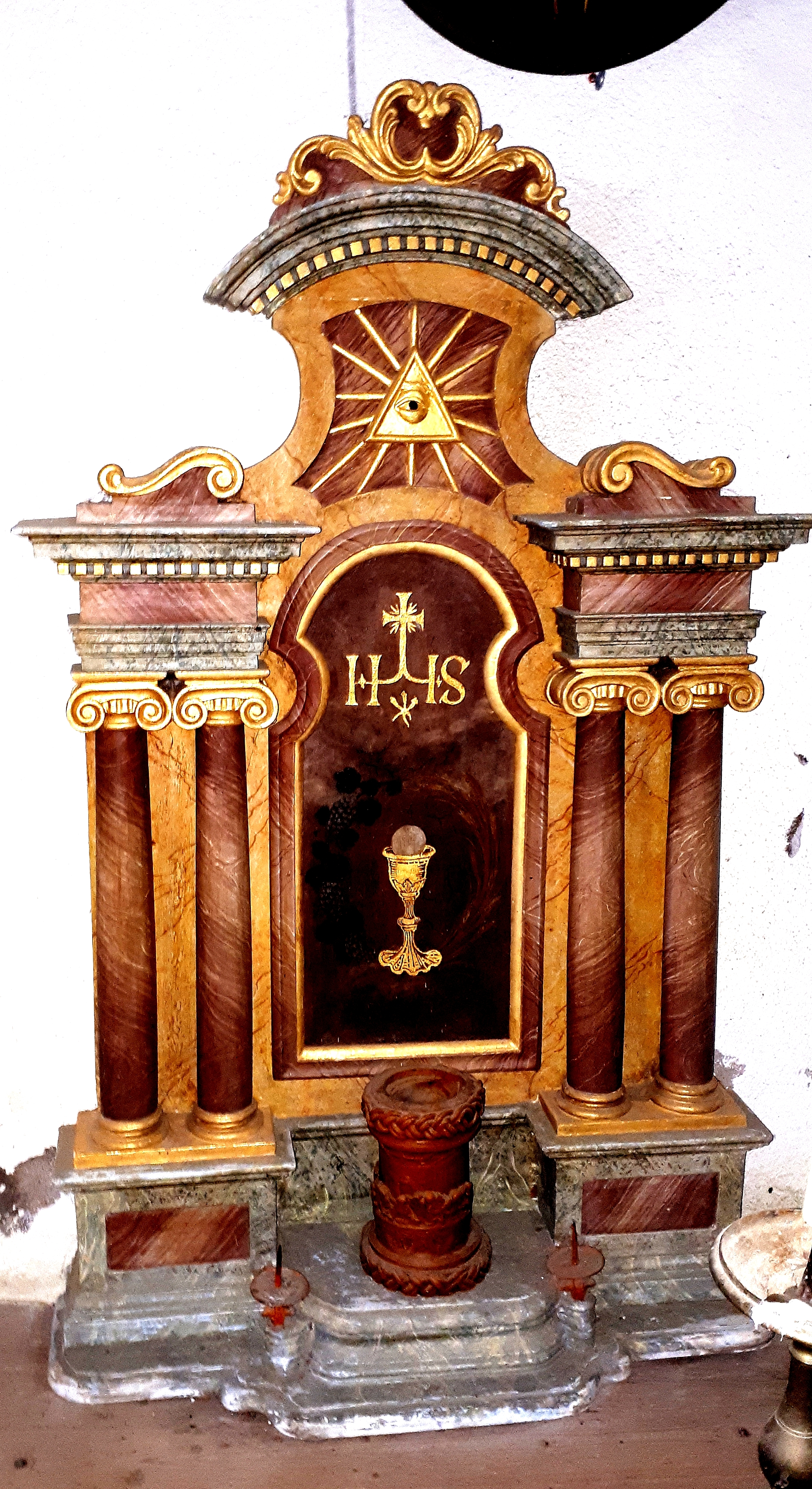
Barockaltar aus Alt-Graun
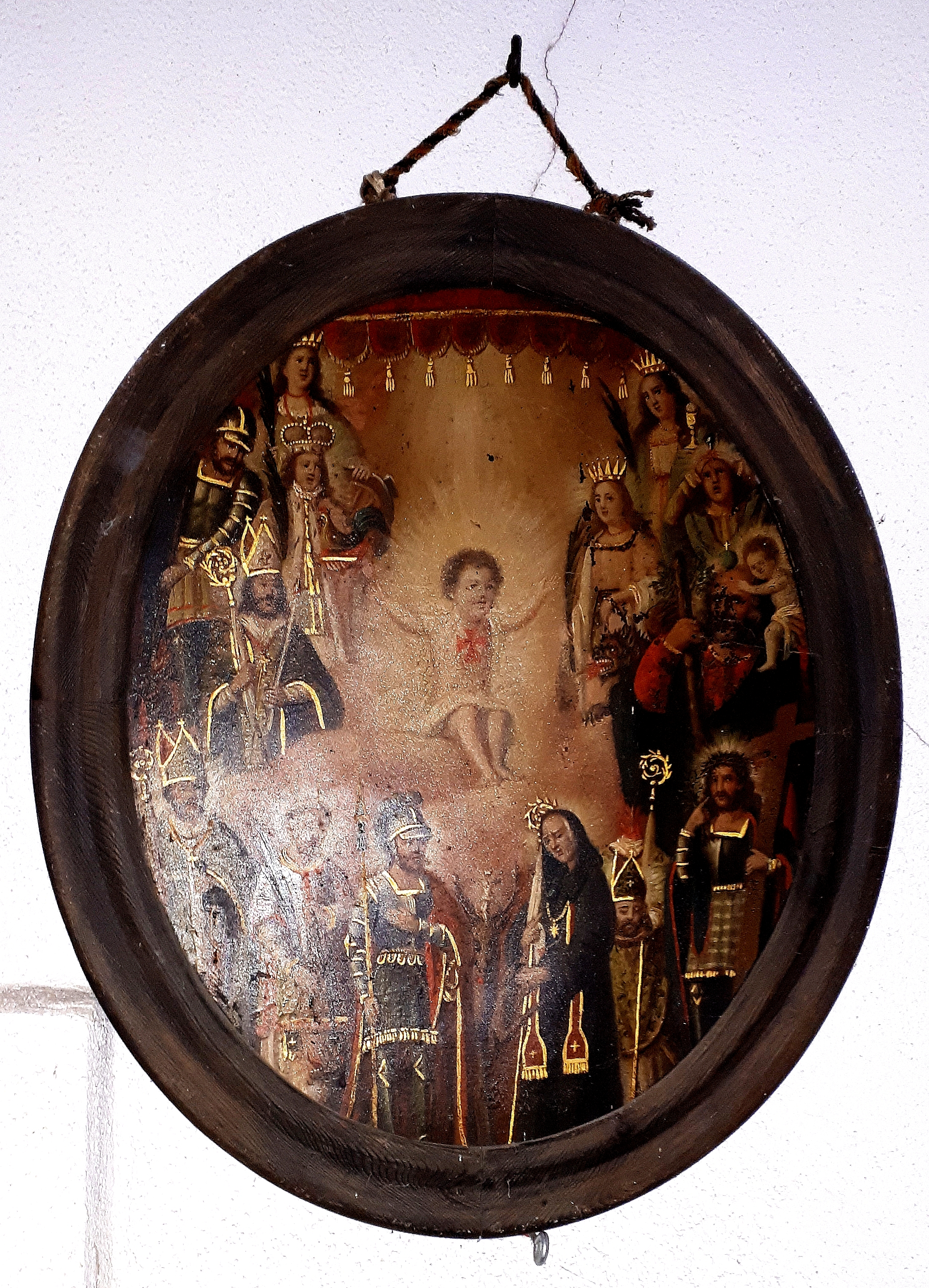
Medaillonbild
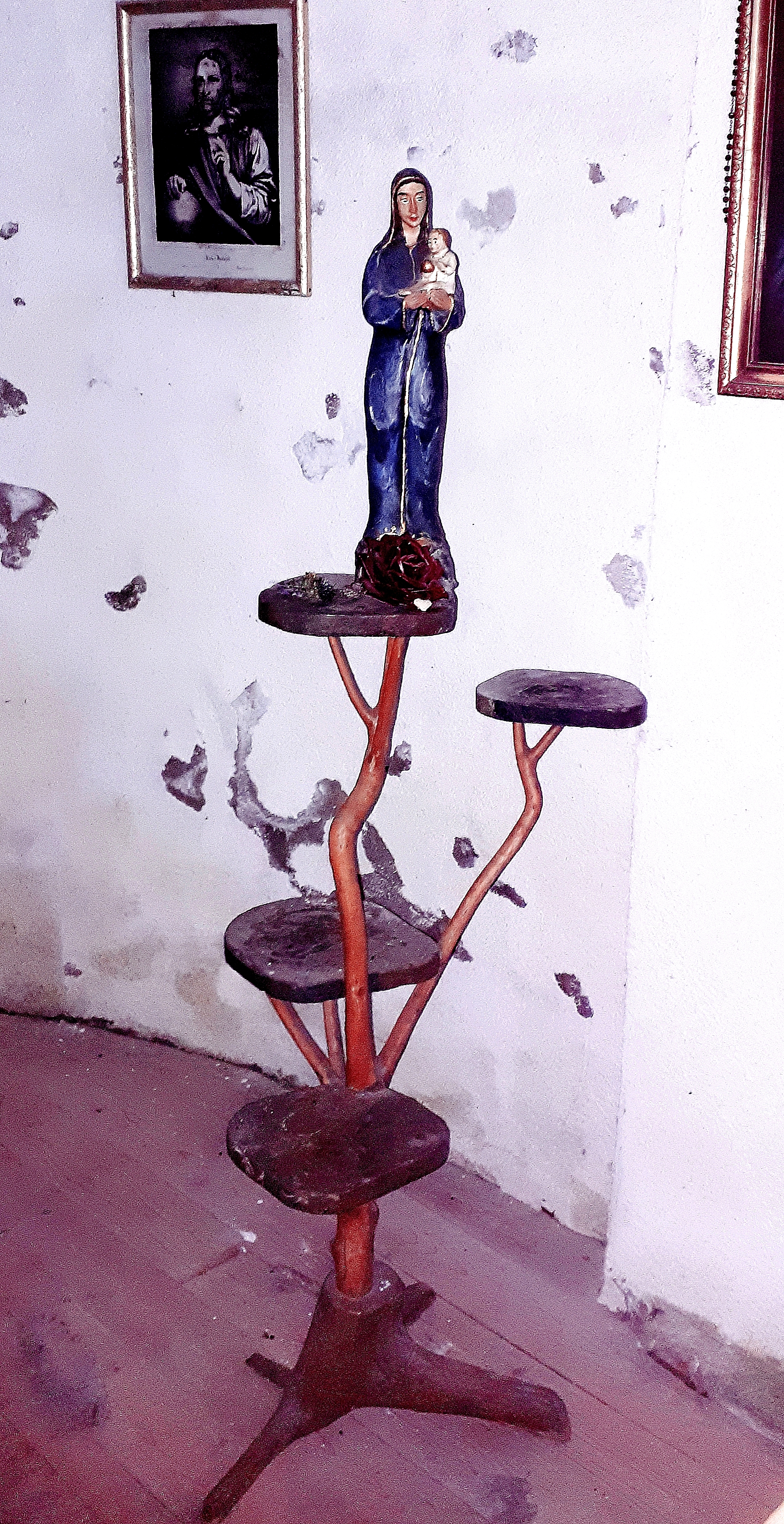
Marienfigur auf Holzgestell